# Pradědská hornatina
Pradědská hornatina je geomorfologický podcelek, tvořící hlavní (jižní) část celku Hrubý Jeseník. Nejvyšším bodem je Praděd (1491 m).

## Poloha
Pradědská hornatina tvoří jižní část Hrubého Jeseníku. Od sousední Keprnické hornatiny je na severozápadě oddělena Červenohorským sedlem (1013 m), od Medvědské hornatiny na severovýchodě Videlským sedlem (930 m). Na jihu je sedlem Skřítek (877 m) oddělená od Hraběšické vrchoviny, podcelku Hanušovické vrchoviny.
Rozdělení Pradědské hornatiny a její zařazení do geomorfologického členění celého Hrubého Jeseníku zobrazuje následující tabulka:
| Geomorfologické členění Hrubého Jeseníku                                             | Geomorfologické členění Hrubého Jeseníku | Geomorfologické členění Hrubého Jeseníku                                     |
| ------------------------------------------------------------------------------------ | ---------------------------------------- | ---------------------------------------------------------------------------- |
| ČESKÁ VYSOČINA • Krkonošsko-jesenická subprovincie • Jesenická oblast                |                                          |                                                                              |
| KEPRNICKÁ HORNATINA                                                                  | Šerácká hornatina                        | nečlení se (Keprník, 1423 m)                                                 |
| KEPRNICKÁ HORNATINA                                                                  | Přemyslovská hornatina                   | Černostráňský hřbet (Černá stráň, 1237 m) Ucháčská hornatina (Ucháč, 1009 m) |
| MEDVĚDSKÁ HORNATINA                                                                  | Hornoopavská hornatina                   | nečlení se (Medvědí vrch, 1216 m)                                            |
| MEDVĚDSKÁ HORNATINA                                                                  | Vrbenská vrchovina                       | Žárový hřbet (Žárový vrch 1101 m) Vysokohorský hřbet (Vysoká hora, 1031 m)   |
| PRADĚDSKÁ HORNATINA                                                                  | Pradědský hřbet                          | nečlení se (Praděd, 1491 m)                                                  |
| PRADĚDSKÁ HORNATINA                                                                  | Vysokoholský hřbet                       | nečlení se (Vysoká hole, 1465 m)                                             |
| PRADĚDSKÁ HORNATINA                                                                  | Desenská hornatina                       | nečlení se (Dlouhé stráně, 1354 m)                                           |
| PRADĚDSKÁ HORNATINA                                                                  | Karlovská vrchovina                      | nečlení se (Ostružná, 1184 m)                                                |
| PROVINCIE • Subprovincie • Oblast / Celek / PODCELEK • Okrsek • Podokrsek • (vrchol) |                                          |                                                                              |

## Horopis
Od Červenohorského sedla po sedlo Skřítek se táhne úzký hlavní hřeben, na němž leží většina vrcholů hornatiny. Od severu jsou to Velký Klínovec (1167 m), Výrovka (1168 m), Velký Jezerník (1309 m), Malý Děd (1369 m), Praděd (1491 m, nejvyšší vrchol pohoří), Petrovy kameny (1447 m), Vysoká hole (1465 m), Velký Máj (1385 m), Jelení hřbet (1367 m), Břidličná hora (1358 m), Pecny (1334 m) a Pec (1311 m). K západu vybíhá mohutná rozsocha Mravenečníku (1344 m) s horní nádrží přečerpávací elektrárny na temeni Dlouhých strání (1354 m). Několik rozsoch vybíhá z hlavního hřebene k východu.

## Turistika
Hlavní hřeben hornatiny od Petrových kamenů po Pec je nejkrásnější částí Hrubého Jeseníku.. Po tomto hřebeni prochází hlavní hřebenová trasa - červená  turistická trasa ze sedla Skřítek na Červenohorské sedlo; na tuto trasu je napojeno několik turistických tras stoupajících z různých míst v okolí hřebene. Na hřebeni Pradědské hornatiny leží několik turistických chat umožňujících občerstvení a ubytování (Švýcárna, restaurace na vrcholu Pradědu, Kurzovní chata, Barborka, Ovčárna a bufet na místě vyhořelé chaty Alfrédka).

## Ochrana přírody
Mimo umístění uvnitř CHKO Jeseníky je velká část hlavního hřebene Pradědské hornatiny speciálně chráněna v rámci přírodních rezervací, další rezervace se nacházejí mimo hlavní hřeben:
- Národní přírodní rezervace Praděd (2031,40 ha) – vznikla v roce 1991 sloučením několika menších rezervací; zahrnuje oblast hlavního hřebene od Malého Děda po Velký Máj, včetně Velké a Malé kotliny a Petrových kamenů. Chrání vrcholové lesní porosty a alpínské hole s výskytem několika endemických druhů rostlin.
- Národní přírodní rezervace Rašeliniště Skřítek (166,65 ha) – chrání přechodné sedlové rašeliniště s výskytem břízy karpatské a rašelinné květeny.
- Přírodní rezervace Břidličná (690 ha) – chrání zbývající část hřebene od Jeleního hřbetu na jih.
- Přírodní rezervace Vysoký vodopád (15,0 ha) – chrání nejvyšší jesenický vodopád (45 m) s květenou vodou oplachovaných skal a skalní hradby.
- Přírodní rezervace Bučina pod Františkovou myslivnou (25,49 ha) – chrání zbytek původního kleno-bukového roklinného pralesa.
- Přírodní rezervace Jelení bučina (25,55 ha) – chrání zachovalý lesní porost v pásmu listnatého a smíšeného lesa.
- Přírodní rezervace Pod Jelení studánkou (138,24 ha) – chrání jeřábovou smrčinu s bohatým výskytem kolonií mravenců pohorních.

Mimo rezervací se v Pradědské hornatině nachází ještě několik chráněných přírodních památek, mimo jiné bývalé lomy na krupník (Smrčina, Zadní Hutisko).